# Туризм в Иране
Иран с его привлекательными природными условиями и историческими достопримечательностями входит в первую десятку стран мира, наиболее привлекательных для туристов.
Природные условия Ирана создают условия для самых разнообразных видов отдыха — от походов и катания на горных лыжах Эльбурс до пляжного отдыха на берегу Персидского залива и Каспийского моря. Ожидается, что в течение ближайших пяти лет наиболее быстрыми темпами будет развиваться туристическая инфраструктура на берегу Персидского залива, главным образом на острове Киш, где в настоящее время в год отдыхает более 1 миллиона туристов, главным образом иранцев.
В Иране развиваются такие направления туризма, как экотуризм, восстановление исторических сооружений, знакомство с народными промыслами и оздоровительный туризм.
В стране развиваются различные виды туризма — культурный, религиозный (паломнический), природный, спортивный, оздоровительный, а также экологический туризм.
До конца 1970-х Иран пользовался значительной популярностью среди туристов, но, в связи с исламской революцией 1979 года и ирано-иракской войной, поток туристов резко упал.
С начала 2000-х, несмотря на международную напряженность, руководство страны проводит политику стимулирования туризма и развития туристической инфраструктуры.

## Индустрия
Согласно данным Всемирного совета по туризму и путешествиям за 2015 год, объём туризма (культурный и экологический — как основные компоненты) оценивается как имеющий большой потенциал для создания рабочих мест для 1285 тыс. человек.
Скорость роста индустрии оценивается в 4,1 % в год. По этим подсчетам, она сможет создать 1913 тыс. рабочих мест к 2025 году.
Большое внимание развитию туризма в Иране уделяет Организация культурного наследия, туризма и ремесел Ирана, которая несёт ответственность за создание, развитие и функционирование туристических объектов в Иране, ремонт и реконструкцию туристических объектов за счет прямых инвестиций или предоставления кредитов частному сектору, выдачу лицензий, контроль за созданием и деятельностью гостиниц, ресторанов, туристических агентств и их оценку (рейтингование).
В настоящее время до 1,8 % числа рабочих мест в Иране создаётся в сфере туризма. Правительством Ирана в 2012 г. принят документ «20-летнее видение туристической отрасли», который предусматривает инвестирование в этот сектор $32 млрд и достижение 20 миллионов туристов к 2025 году..
В целях стимулирования внутренних и прямых иностранных инвестиций в этот сектор, предусмотрено 50%-е снижение налогов для ранее созданных туристических фирм, включая пятизвездочные отели.
Инвестиции в зонах свободной торговли Ирана освобождаются от налогов на срок до 20 лет.

### Инфраструктура
В 2003 финансовом году в Иране было около 69 тыс. ресторанов и 6 тыс. гостиниц и других мест временного проживания, около 80 % из них располагались в городах. При этом более чем 95 % ресторанов и гостиниц было мелкими фирмами, где работало менее пяти работников, и только 38 отелей имели более 100 сотрудников.
В 2002 финансовом году в туристическом секторе было занято порядка 166 тыс. человек, 42 тыс. из которых работали в местах проживания. Из 56 618 мест в отелях Ирана только около половины были расположены в трёх-пятизвездочных отелях.
В последующие годы инфраструктура туризма в Иране развивалась довольно быстро. По состоянию на 2010 год, в стадии строительства находилось порядка 400 отелей и 200 апартаментов по всей стране, около 66 % из них строились в Тегеране, Гиляне, Мазандаране, Хорасан-Резави и Исфахане.

## Достопримечательности

### Всемирное наследие
В списке всемирного наследия ЮНЕСКО в Иране значится 23 наименования, что составляет 2,1 % от общего числа памятников культурного наследия в мире. 22 из них включены в список по культурным критериям.
Среди 21 объекта:
- Древние города: Чога-Занбиль, Персеполь, Пасаргады, Тахте-Солейман, Крепость Бам, Шахри-Сухте, Мейманд, Сузы.
- Комплексы архитектурных построек: площадь имама Али (Исфахан), мавзолей Солтание, Бисотун, армянские монастырские комплексы Ирана (Монастырь Святого Фаддея, монастырь Святого Степаноса, часовня Девы Марии Дзордзорской), историческая система ирригации в Шуштаре, Ханега и святилища шейха Сафи аль-Дин (Ардебиль), исторический базар (Табриз), Пятничная мечеть (Исфахан), комплекс Голестан (Тегеран), персидские сады (комплекс архитектурных ансамблей по всему Ирану), кяризы (комплекс гидротехнических сооружений по всему Ирану), башня Гомбаде-Кавус, исторический город Йезд, Сасанидский археологический ландшафт в провинции Фарс.

## Въездной туризм
Согласно данным Всемирной туристской организации, по объёму доходов от туризма Иран в настоящее время занимает 68-е место в мире.
2000-е
В 2003 году иранскими властями было выдано 300 тыс. туристических виз, большинство из них было выдано мусульманам из стран Азии, которые намеревались посетить такие места паломничества, как Мешхед и Кум. Организованные туры из Германии, Франции, Великобритании и других европейских стран ориентированы главным образом на места археологических раскопок и памятников.
С 2004 года в Иране ежегодно наблюдался значительный рост числа иностранных туристов. Особенно быстро рос поток туристов из Германии.
По оценкам Международного совета по путешествиям и туризму, рост бизнес-туризма и индивидуального туризма в Иран составил в 2007 году 11,3 % и 4,6 %, соответственно, к предыдущему году.
| (Источник: EIU)                        | 2004  | 2005  | 2006  |
| -------------------------------------- | ----- | ----- | ----- |
| Прибыло туристов из-за рубежа, млн чел | 1,656 | 1,720 | 1,769 |
| Оборот въездного туризма, $ млрд.      | 0,917 | 0,971 | 1,022 |

2010-е
В 2012 году в Иран приезжало порядка 30 тыс. человек на лечение.
В 2015 году, по словам иранских официальных лиц, около 5237 тысяч иностранных туристов посетили Иран (хотя государственная статистика не выделяет отдельно туристов, бизнесменов и религиозных паломников), большинство — из азиатских стран, в том числе из республик Средней Азии, около 10 % — из Северной Америки и стран Европейского Союза (в частности, Германии, Италии, Болгарии, Франции, Бельгии). Самые популярные туристические направления — Исфахан, Мешхед и Шираз. Иран обладает большим потенциалом для привлечения туристов из мусульманских стран, а также Китая и Индии.
Усиление санкций США против Ирана привели, в конце 2010-х, кроме активного импортозамещения, к активному развитию туризма (это зависит от падения курса риала и сопутствующих причин) — если ранее путешествия в столь самобытную, интересную, гостеприимную и красивую страну, как Иран, были доступны исключительно очень обеспеченным людям, то сейчас приехать сюда могут даже обладатели среднего дохода.

### Визовая политика
В настоящее время власти Ирана предпринимают шаги по упрощению процедуры получения въездных виз, в частности, введена практика выдачи 30-дневных виз непосредственно в аэропортах Ирана для граждан 180 стран, действует система онлайн-бронирования отелей Ирана. Визы теперь могут быть получены в электронном виде из иранских консульств или международных аэропортов..
На данный момент визы различного срока действия гражданам 180 стран выдаются в международных аэропортах Ирана (аэропорт им. Имама Хомейни; аэропорт острова Киш; аэропорт в Ширазе, аэропорт в Исфахане, аэропорт в Мешхеде, аэропорт в Табризе, аэропорт острова Кешм). Граждане России, Беларуси и Украины имеют возможность получить визу на месяц.
Иран имеет 15 пунктов автомобильных пограничных переходов на границах с Ираком, Турцией, Афганистаном, Пакистаном, Туркменистаном, Арменией и Азербайджаном, а также пограничные пункты на железных дорогах, соединяющих страну с Турцией и Туркменистаном.
Из числа прибывающих в Иран туристов около 68 % прибывают сушей, около 32 % по воздуху, и менее 1 % по морю (данные 2015 года). В апреле 2005 года тегеранский аэропорт имени имама Хомейни перешёл под управление консорциума из четырёх местных авиакомпаний — Mahan Air, Aseman, Caspian Airlines и Kish Air.

### Пляжный отдых
Огромной популярностью в Иране пользуется пляжный отдых. Правительство занимается разработкой рекреационных ресурсов на Каспийском море и Персидском заливе.
На Каспийском море наиболее популярными курортами являются: Рамсар, Амоль, Баболь, Бабольсар (провинция Мазендеран), на Персидском заливе — остров Киш. В последнее время также популярным местом стали острова Кешм и Ормуз. Удивительные марсианские ландшафты из алых песков, соляные пещеры, мангровые леса привлекают множество туристов с разных стран. 

Большая часть прибрежных городов Персидского залива — промышленные центры, и в них пляжному отдыху не придается большого значения. Однако в скором времени планируется развивать рекреационные ресурсы провинции Бушир.

### Религиозный туризм
Иран — центр шиитского ислама — является одним из главных центров мусульманского паломничества. Наиболее важное место с этой точки зрения — город Мешхед. Каждый год Мешхед посещает огромное количество иранских и иностранных туристов (в общей сложности более 4 млн человек в год) с целью паломничества к мавзолею имама Резы — восьмого шиитского имама.
Вторым по паломнической значимости в Иране является город Кум, где находится мавзолей Непорочной Фатимы Маасуме, дочери имама Мусы. Также в Куме находится школа мусульманского богословия — вторая по значению среди шиитов после школы в Эн-Наджафе.

### Культурный туризм
Столицами культурного туризма в Иране традиционно являются Исфахан и Шираз.
Исфахан несколько раз был столицей Персии, и в нём находится огромное количество памятников архитектуры XI—XIX веков. Сами иранцы зачастую называют Исфахан «Несф-е джахан» (перс. نصف جهان — половина мира), таким образом они говорят приезжающим сюда людям: если вы видели Исфахан, то вы видели половину мира. Помимо традиционной мусульманской культовой архитектуры здесь можно найти отголоски христианской — в Исфахане находится самая большая в Иране армянская диаспора. В городе есть около десятка армянских церквей, самая знаменитая из них — церковь Ванк в районе Джульфа.
Шираз известен как главный центр иранской поэзии — здесь жили и творили великие персидские поэты, среди которых Хафиз и Саади. Помимо множества достопримечательной внутри города, в окрестностях Шираза находится несколько крайне важных исторических памятников — Персеполь, Накше-Рустам, Накше-Раджаб и Пасаргады.
Многие туристические маршруты ещё не разработаны, и зачастую нет трансфера к местам, которые находятся далеко за городом (например, Пасаргады в провинции Фарс, крепость Бам в провинции Керман). Туристическими агентствами организуются автобусные туры, однако туристы, путешествующие самостоятельно, не имеют возможности к ним присоединиться. Зачастую единственный вариант добраться до места — такси.
Большая часть достопримечательностей имеют единые входные билеты (по состоянию на 2017 год: 25-30 тысяч реалов (менее 1$) для граждан Ирана и 150—200 тысяч (4-5$ для иностранцев).
Во многих музеях оборудована система пояснений к экспонатам на иностранных языках (в базовой программе — английский, французский, немецкий, иногда встречается арабский, русский и турецкий). Идёт активное обучение гидов, проводящих экскурсии на иностранных языках.

### Иранская кухня
Иран предлагает туристам огромный ассортимент национальных блюд: помимо именитых ресторанов традиционной кухни существует множество небольших кафе, также ориентированных на блюда национальной кухни. Наиболее известными блюдами иранской кухни являются: дизи (абгушт), аш, гормэ сабзи, различные виды кебабов (куриный, бараний, говяжий), куфте, берьян.
Огромной популярностью пользуются иранские сладости, готовящиеся без использования сахара: сохан, гяз, пахлава, лавашак, пашмак, котаб, халва, пелак, зулбия, бамия, рангинак, и шоле-зард.
Иран также пользуется популярностью как «страна мороженого»: помимо большого ассортимента вкусовой палитры, привычной для европейского туриста, здесь есть множество видов традиционного мороженого, самыми известными из которых являются фалюде и шафрановое мороженое с фисташками.

## Выездной туризм
| (Источник: EIU)                      | 2004  | 2005  | 2006 (оценка) |
| ------------------------------------ | ----- | ----- | ------------- |
| Выездной туризм, млн чел.            | 3,478 | 3,648 | 3,986         |
| Оборот выездного туризма, млрд долл. | 4,353 | 1,380 | 1,579         |

Исторически сложилось, что зарубежные поездки из Ирана совершало только небольшое число состоятельных иранских граждан, в основном это были деловые поездки в страны Персидского залива, Ближнего Востока, Центральной Азии и Турции.
Кроме того, значительная часть иранцев выезжает за рубеж с целью посетить своих родственников в Европе, США и Австралии (ок. 1 млн человек).
В 2011 году через иранские таможни прошло 27 млн человек.
Поскольку курс иранского риала невысок, иранское правительство с 2010 г. субсидирует своих туристов за рубежом.